# ケースエンターテイメント
株式会社ケースエンターテイメントは、日本のライブハウス運営企業。この他e-sports事業、映像や放送コンテンツの企画・制作、アーティスト・モデル・タレント・ナレーター等のマネージメントを行っている。

## 概略
常に時代の変化に合わせた「現実」を捉え、様々な「ケース」に対応し、時には「変わり者」として、「エンターテイメント」を通して多くの皆様に感動を提供するというコンセプトを持つ、エンターテイメント企業である。

## ライブハウス・イベントスペース事業
東京・秋葉原において、2012年10月に株式会社TWIN PLANETと株式会社秋葉工房の共同プロジェクトで「TwinBox AKIHABARA」が開店。更に2014年10月にはこの2社にケースエンターテイメントを加えた3社共同プロジェクトにより「TwinBox GARAGE」を開店している。以後両店は秋葉原エリアの著名なライブハウス・イベントスペースとして、連日ライブ・イベントが行われているが、この運営管理をケースエンターテイメントが行っている。

## 芸能マネージメント事業

### かつて所属していたアーティスト・タレント
男性
- 山下公平
- 湯浅剛士
- 柴田雄也
- 伊藤真人
- 吉本和裕

女性
- フレンドフレンド
- 竹中愛
- 永瀬葵子
- 工藤あさ
- 江村あかり
- 西尾沙織
- 谷岡聖